# Charles César de Faÿ de La Tour-Maubourg

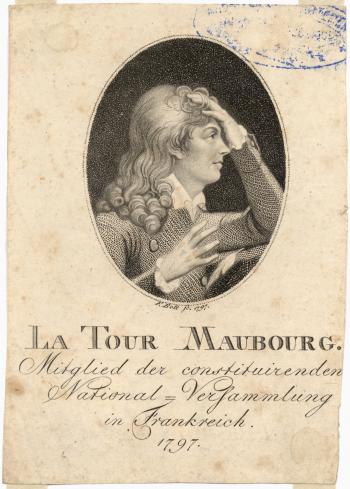
Charles César de Faÿ de La Tour-Maubourg.

Marie Charles César Florimond de Faÿ de La Tour-Maubourg, född den 11 februari 1756 i Grenoble, död den 28 maj 1831 i Paris, var en fransk greve och general, far till Charles Armand Septime de Faÿ de La Tour-Maubourg,  bror till Victor de Faÿ de La Tour-Maubourg.
de La Tour-Maubourg var som medlem av konstituerande nationalförsamlingen (1789–91) en av de förste att uppoffra adelns privilegier och utsågs att jämte några andra återföra Ludvig XVI till Paris efter hans misslyckade flyktförsök (1791). Jämte Lafayette, i vars armé han tjänstgjorde som brigadgeneral, blev de Fay de La Tour-Maubourg 1792 häktad av österrikarna och kvarhölls i fängelse till 1797. Under första kejsardömet var de La Tour-Maubourg senator, under restaurationen utnämndes han 1819 till pär.